# Муя (Ленінградська область)
Муя́ (рос. Муя) — село в Кіровському районі Ленінградської області, Росія.